# 사냥개박쥐속
사냥개박쥐속(Mormopterus)은 큰귀박쥐과에 속하는 17개 박쥐 속의 하나이다. 현재, 4개 아속에 현존하는 18종으로 이루어져 있다.

## 하위 종
| - 사냥개박쥐아속 (Mormopterus) - 나탈자유꼬리박쥐 (M. acetabulosus) - 프랑수아무투사냥개박쥐 (M. francoismoutoui) - 수마트라사냥개박쥐 (M. doriae) - 페테르스주름입술박쥐 (M. jugularis) - 칼리노프스키사냥개박쥐 (M. kalinowskii) - 작은고블린박쥐 (M. minutus) - 잉카작은사냥개박쥐 (M. phrudus) | - 이스트코스트자유꼬리박쥐아속 (Micronomus) - 이스트코스트자유꼬리박쥐 (M. norfolkensis) - 털코자유꼬리박쥐아속 (Setirostris) - 털코자유꼬리박쥐 (M. eleryi) | - 오스트레일리아사냥개박쥐아속 (Ozimops) - 베카리사냥개박쥐 (M. beccarii) - 로리아사냥개박쥐 (M. loriae) - 남부자유꼬리박쥐 (M. planiceps) - 내륙자유꼬리박쥐 (M. petersi) - 서부자유꼬리박쥐 (M. kitcheneri) - 동부자유꼬리박쥐 (M. ridei) - 북부자유꼬리박쥐 (M. lumsdenae) - 케이프요크자유꼬리박쥐 (M. halli) - 망그로브자유꼬리박쥐 (M. cobourgianus) |